# Leidtobelbrücke
Die Leidtobelbrücke ist eine gedeckte Brücke über die Breitach im Ort Hirschegg in der Gemeinde Mittelberg in Vorarlberg. Die Brücke steht unter Denkmalschutz.

## Geschichte
An der Stelle der heutigen Brücke wurde erstmals 1578 in einer Urkunde eine gedeckte Brücke erwähnt. 1736 wurde die Brücke von einem Landstreicher angezündet.
Die heutige Holzbrücke wurde 1840 als gedeckte Brücke mit Walmdach erbaut. Die massive Bauweise der Brücke sorgte dafür, dass diese auch den schweren Hochwassern von 1926 und 1989 standhielt.
Die Brücke trägt eine Figur hl. Johannes Nepomuk aus der 1. Hälfte des 18. Jahrhunderts. Die Originalfigur steht heute in einem Museum und wurde durch eine Nachbildung an der Brücke ersetzt.  Etwas oberhalb der Brücke befindet sich ein Schießstand, welcher 1878 errichtet wurde.

## Bilder

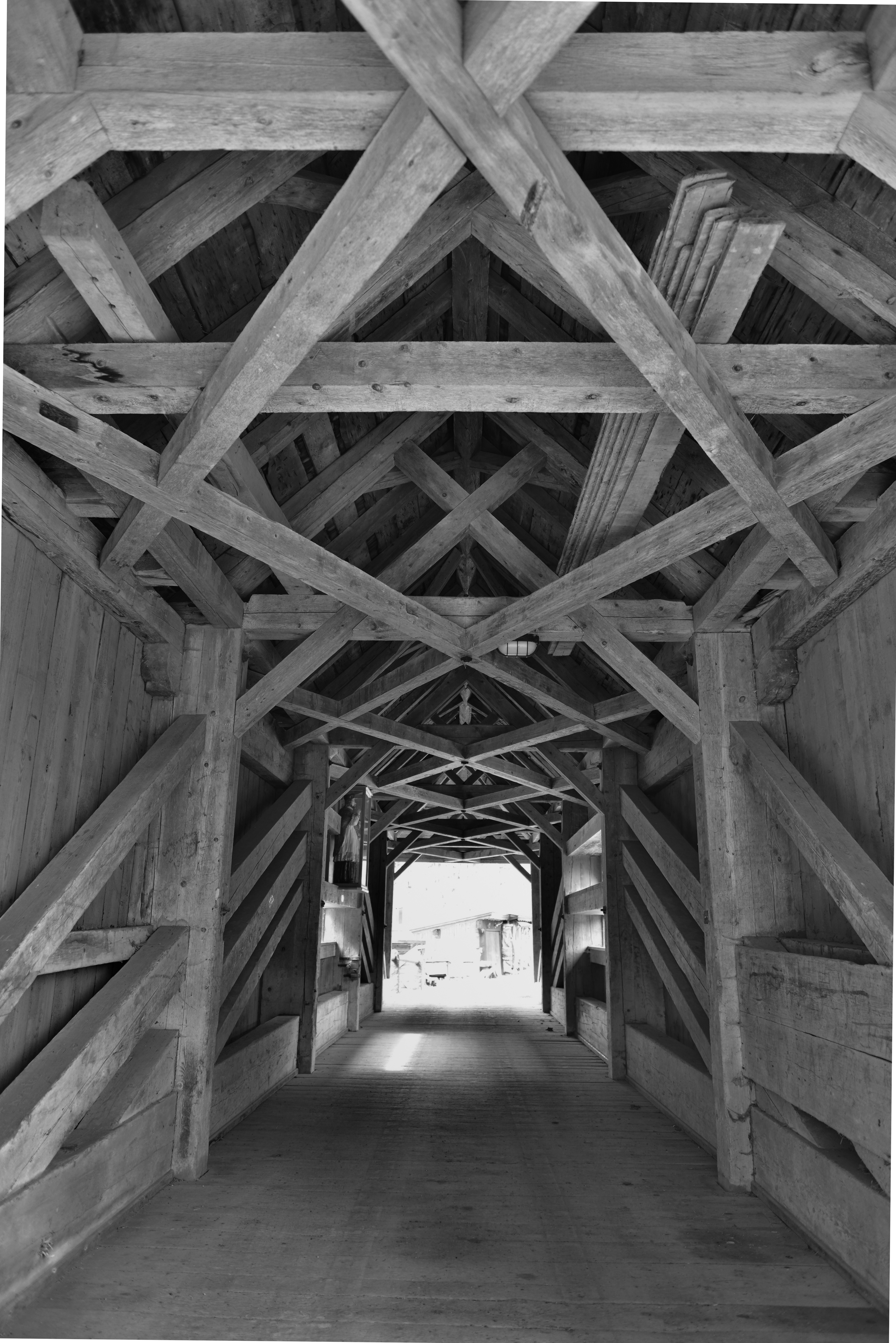
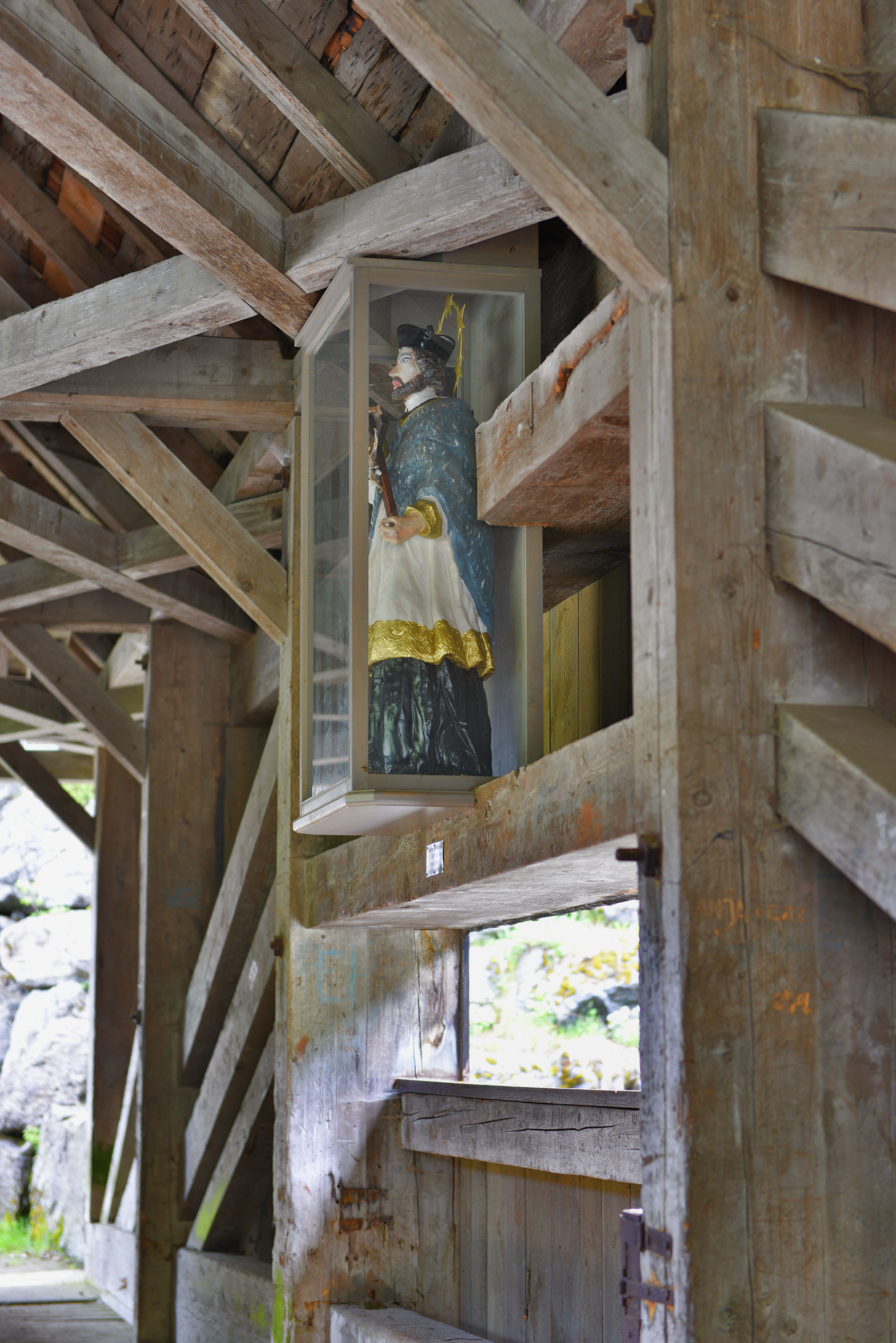
Johannes Nepomuk